# 馬隆
馬隆（？—？），字孝興，東平平陸人。三國時曹魏武官，後來入仕西晉，協助西晉平定涼州的叛亂，並鎮守涼州十多年。

## 生平

### 早年義舉
馬隆年少而有智勇，好立名節。起初是兗州的一名武官，王凌於嘉平三年（251年）起義失敗後，與王凌合謀的令狐愚雖已於兩年前逝世，但都要被開棺曝屍三日，事後全個兗州都沒有人敢收葬他。馬隆於是假稱是令狐愚的門客領去令狐愚的遺骸，後用私財為他殮葬，更加在墓地側列植松樹和柏樹，甚至為他服喪三年。馬隆的行為在當時成為全兗州的美談。後署任武猛從事。西晉泰始年間，朝廷打算征伐東吳，統一中國，下詔州郡舉薦一些強壯勇猛、有出色才智和氣力的優秀特出人士到朝廷。兗州就推舉馬隆，後被調任司馬督。

### 自薦西征
咸寧四年（278年），馬隆上言說涼州刺史楊欣與羌人失和，必定會失敗。後楊欣果然被鮮卑首領禿髮樹機能的支黨若羅拔能於武威擊敗並殺害。因為楊欣的失敗，河西地區與西晉就道路斷絕，而且令西晉有西顧之憂，無法專心對付東吳。司馬炎因而在朝會上感慨地說：「誰人能夠為我討平這些叛胡，開通涼州？」當時其他官員都不能應對，馬隆則自薦能夠討伐，並要求招募三千勇士與他西進；司馬炎於是命馬隆為討虜護軍，武威太守。此時有官員反對，說司馬炎應以國家既有軍隊討伐，不應另行賞募，亂了常規，但司馬炎不聽。
馬隆後就選拔勇士，合格的人要能拉起三十六鈞（約238公斤）的腰張弩和四鈞（約26公斤）的弓。到中午時選得三千五百人，馬隆即要到武具庫選杖，但武庫令與馬隆有積怨，只以一些已腐朽的杖給馬隆，馬隆不滿而遭御史中丞彈劾，馬隆力爭後，司馬炎下令依從馬隆的意思，又給馬隆三年的軍需品。

### 討平叛胡
馬隆於次年正月出發西行。在要渡過武威以東的温水時，禿髮樹機能率數萬部眾據險抵禦，馬隆見山路狹窄，於是依八陣圖制作了偏箱車，設木屋放在車上，一邊戰鬥一邊前進，沿途箭無虛發；另又在道路兩邊放置大量磁石，因為對方穿著鐵製鎧甲，會被磁石吸引，故此受制於磁石陣；但馬隆部眾卻穿犀甲，經過磁石時無任何影響，於是能夠有效打擊對手。行軍千餘里後，禿髮樹機能部隊傷亡慘重。
自馬隆西行涼州以後，朝廷都沒有他的音訊，有人以為他已經戰死，而馬隆在大敗禿髮樹機能後派使者報告，司馬炎極為高興，加命馬隆為假節、宣武將軍。馬隆到武威後，鮮卑大人猝跋韓、且萬能等萬餘落歸降西晉。不久更率領沒骨能等與禿髮樹機能決戰，最終斬殺禿髮樹機能，平定涼州。

### 安守涼州
太康初年，朝廷又命馬隆為平虜護軍、西平太守，給予一支牙門軍和率領手下精兵到因戰亂而荒廢的西平郡駐屯，以大軍穩定並重建當地。當時外族成奚經常侵擾邊境，馬隆率兵討伐，成奚於是據險而守。馬隆見此，並士兵都帶著農耕工具，好像要耕作田地般，成奚以為馬隆沒有進一步征伐的意思，於是稍為鬆懈，馬隆則看準這個時機，攻其不備，擊破成奚部眾。而馬隆治理當地其間，成奚都沒有再侵擾當地。
太熙元年（290年），馬隆因功封奉高縣侯，加授東羌校尉。馬隆在隴右地區駐守了十多年，已經在當地建立了一定的威信，當地大致穩定。此時略陽郡太守嚴舒恃著與外戚楊駿通婚，圖謀取得馬隆西平太守的職位，於是謗毁馬隆年老昏惑，不再適合在當地鎮守。朝廷於是徵還馬隆，嚴舒得以接任。但嚴舒接任後，當地氐族和羌族人又開始大舉集結，當地的人民都十分畏懼，而朝廷又怕當地胡人再次叛變，於是罷免嚴舒，再次派馬隆任原職。馬隆最終亦在任內逝世。

## 子女
- 馬咸，嗣子。為人驍勇，效命於成都王司馬穎，後在八王之乱中被長沙王司馬乂部將王瑚擊敗，馬咸戰死。

## 評論
- 《晉書》史臣曰：“忠為令德，貞曰事君，徇國家而竭身，歷夷險而一節。……孝興之智勇……滅醜虜於河西……審楊欣之必敗。”
- 《晉書》贊：“孝興、玄威，操履無違。”
- 陳頵：“馬隆、孟觀雖出貧賤，勳濟甚大。”

## 相关文献
- 《晉書·列傳第二十七·馬隆傳》（卷五十七）
- 《資治通鑑》（卷八十）
- 《晉書·武帝紀》
- 《三國志·魏書·王淩傳》

## 延伸阅读
[在维基数据编辑]
 《晉書/卷057》，出自房玄齡《晉書》